# Война (роман)
«Война» (фр. Guerre) — роман Луи-Фердинанда Селина, найденный в 2021 году и опубликованный посмертно издательством Gallimard 5 мая 2022 года.
Украденные рукописи романа были переданы журналисту Jean-Pierre Thibaudat анонимным источником.

## Русские издания
- Луи-Фердинанд Селин. Война. Изд-во «Опустошитель», 2023. ISBN 978-5-253-00196-7